# Tawda (Fluss)
Die 719 km lange Tawda (russisch Тавда) ist ein linker Nebenfluss des Tobol im Westsibirischen Tiefland.
Die Tawda entsteht etwa 12 km nördlich der Siedlung städtischen Typs und Rajonverwaltungszentrum Gari bei 56 m ü. NN, aus ihren aus dem Ural kommenden Quellflüssen Loswa (links) und Soswa (rechts). Zunächst fließt sie – auf dem Territorium der Oblast Swerdlowsk – durch die dünn besiedelten Sumpfgebiete des Westteils des Westsibirischen Tieflandes, wendet sich danach in südöstliche bis östliche Richtung und mündet schließlich beim Dorf Batschelino, bereits in der Oblast Tjumen, in den Tobol (bei 38 m ü. NN). Der Fluss fließt in weiten Bögen; im Mittellauf ist insbesondere das rechte Ufer streckenweise steil und bis über 20 m hoch.
Das Einzugsgebiet der Tawda umfasst 88.100 km². Bei Tawda, 237 km oberhalb der Mündung, beträgt die mittlere Wasserführung 440 m³/s (Minimum im März mit 35 m³/s, Maximum im Juni mit 1355 m³/s). Im Unterlauf ist der Fluss etwa 270 m breit, 4 m tief, die Fließgeschwindigkeit beträgt 0,4 m/s. Der wichtigste Nebenfluss ist von links der Pelym (Пелым).
Am Mittellauf des Flusses liegt die Stadt Tawda. Hier wird der Fluss von der Eisenbahnstrecke Jekaterinburg – Tawda – Meschduretschenski (Ustje-Acha) erreicht, wenige Kilometer oberhalb der Mündung von der Strecke Tjumen – Tobolsk – Surgut.
Die Tawda gefriert von Anfang November bis Ende April. Sie ist auf ihrer gesamten Länge schiffbar.
Der Oberlauf der Tawda ist Laichgebiet des Weißlachses (Stenodus leucichthys).